# 13064 Haemhouts
13064 Haemhouts (tên chỉ định: 1991 PC6) là một tiểu hành tinh vành đai chính. Nó được phát hiện bởi Eric Walter Elst ở Đài thiên văn La Silla ở Chile ngày 6 tháng 8 năm 1991. Nó được đặt theo tên Ben Haemhouts, a Belgian conductor, trombonist, và composer.